# 蒙莫里永站
蒙莫里永站是法国的一个铁路车站，位于法国中西部城市蒙莫里永。

## 位置
蒙莫里永站位于蒙莫里永市区的南部，普瓦捷－利摩日铁路53.338公里处。车站大致呈西北-东南走向，主站房位于铁路线东北侧。

## 设施
蒙莫里永站设有人工售票窗口，其开放时间为周一至周五10:30~17:45。周六、周日及节假日关闭。此外，蒙莫里永站站内还设有自动售票机等设施。
蒙莫里永站内没有人行天桥或地下通道，前往上行方向站台的乘客需横穿铁路正线，因此该站存在一定的安全隐患。

## 站台设置
| 西南↑ |             |             |  |
|       |             | （存车线）  |  |
|       | 岛式        |             |  |
| C道   |             | 普瓦捷方向→ |  |
| D道   |             | ←利摩日方向 |  |
|       | 侧式 主站房 |             |  |
| 东北↓ |             |             |  |

## 停靠线路
以下列车线路在蒙莫里永站停靠：
| 蒙莫里永站列车线路表 |      |              |        |              |
| 线路                 | 车种 | 上一站       | 下一站 | 大致运行频率 |
| 普瓦捷—利摩日        | TER  | 吕萨克雷沙托 | 拉蒂   | 每天4~11趟   |
| 1.                   |      |              |        |              |

## 配套交通

### 长途客车
| 停靠蒙莫里永站的大巴车 |                                   | |
| 上下车地点             | 运营单位                          | 主要线路及目的地                                                                                                   |
| 蒙莫里永市区内         | 维埃纳省城际客运 Lignes en Vienne | - 301线：吕萨克雷沙托、西沃、绍维尼                                                                                |
| 蒙莫里永站门口         | SNCF Car TER                      | - 校车：前往蒙莫里永高级中学，每周1趟往返。 - 当某条铁路线施工或罢工时，SNCF可能也会提供途径该线路沿途站点的大巴车 |
| 1. 2. 3.               |                                   | |

### 市内交通
蒙莫里永站附近暂无城市公共交通线路。

### 社会车辆
蒙莫里永站门口可停靠少量社会车辆。

## 临近车站
| 蒙莫里永站（Gare de Montmorillon） |                    |                 |
| 上行车站                           | 线路               | 下行车站        |
| 吕萨克雷沙托站 12.8km ←            | 普瓦捷－利摩日铁路 | 拉蒂站 → 11.4km |
| - 本表仅显示运营中的线路及车站     |                    |                 |